# Liste chronologique de personnalités historiques de la Mayenne
Cet article comprend une liste par siècle de personnalités historiques du département de la Mayenne, de l'ancien comté du Maine et de l'Anjou.
Moyen Âge (de 476 à 1450)
- Richard d'Acerra - Jean II d'Alençon - Lisois d'Amboise - Guillaume d'Avaugour - Hubert de Beaumont - Jean V de Bueil - Amaury IV de Craon - Maurice II de Craon - Robert de Craon - Béatrix de Gâvre - André de Lohéac - Guy VII de Laval - Guy XII de Laval - Guy XIV de Laval - Ambroise de Loré - Robert Le Maçon - Mérolle - Robert de Nevers - Guillaume des Roches
- Ermites et canonisés  : Almire - Alleaume - Robert d'Arbrissel - Bernard de Tiron - Berthevin - Cénéré de Saulges - Céneri le Gérei - Constantien de Javron - Fraimbault - Gault de Concise - Méen - Melaine - Ortaire - Raoul de la Futaie - Siviard - Thuribe - Trèche - Vital de Mortain

Époque moderne (de 1450 à 1789)
- Anne d'Alègre - Jean VI d'Aumont - Urbain de Montmorency-Laval Boisdauphin - Jean Bourré - Guy XVI de Laval - Guy XX de Laval - Claude de Lorraine - Michel Luette - Hortense Mancini - René de Montjean - Marianne Pajot - Ambroise Paré - François de Coligny - Jeanne de Laval - Armand-Charles de La Porte de La Meilleraye - Pierre Le Cornu - Pyrrhus L'Enfant - Jean du Mats de Montmartin - François Pyrard - Anne de Rohan - Pierre de Rohan-Gié - François de Scépeaux - Georges de La Trémoille - Guillaume Fouquet de la Varenne
- Nouvelle-France : Claude Aveneau - Louis de la Porte de Louvigné

Chouannerie & Révolution française
Époque contemporaine (de 1789 à 1939)
Seconde Guerre mondiale (de 1939 à 1945)
- René Ballayer - Jacques Foccart - Romain Gilles - Germaine Justin-Bernard - René Justin - Francis Le Basser - Pierre Le Donné - Louis Papouin

Époque contemporaine (depuis 1945)